# Selma Björnsdóttir
Selma Björnsdóttir (ur. 13 czerwca 1974 w Reykjavíku) – islandzka piosenkarka, aktorka‚ dwukrotna reprezentantka Islandii w Konkursie piosenki Eurowizji – w 1999 i 2005 roku.

## Kariera muzyczna
Björnsdóttir rozpoczęła swoją karierę muzyczną w 1984 roku, kiedy to wystąpiła w islandzkiej wersji musicalu Grease.
W 1999 roku reprezentowała Islandię podczas 44. Konkursu piosenki Eurowizji z utworem „All Out of Luck”. W finale widowiska zajęła ostatecznie drugie miejsce z wynikiem 146 punktów. W tym samym roku ukazała się jej debiutancka płyta studyjna zatytułowana I Am. Rok później album został wydany na niemieckim i japońskim rynku muzycznym pod tytułem Selma. W tym samym roku premierę druga płyta artystki zatytułowana Life Won’t Wait.
W 2002 roku ukazał się jej trzeci album studyjny zatytułowany Sögur af Sviðinu. W 2005 ponownie reprezentowała kraj w konkursie, tym razem podczas 50. Konkursu piosenki Eurowizji z numerem „If I Had Your Love”. 19 maja wystąpiła w półfinale widowiska i zajęła ostatecznie 16. miejsce, przez co nie zakwalifikowała się do finału.
W 2006 roku premierę miał jej czwarty album długogrający zatytułowany Sögur af Konum. W 2009 roku została jurorką w programie Idol Stjörnuleit. Rok później ukazała się jej piąta płyta studyjna zatytułowana Alla leið til Texas.

## Życie prywatne
Björnsdóttir jest żoną islandzkiego aktora Rúnara Freyra Gíslasona.

## Dyskografia

### Albumy studyjne
- I Am (1999)
- Life Won’t Wait (2000)
- Sögur af Sviðinu (2002)
- Sögur af Konum (2006)
- Alla leið til Texas (2010)